# I. e. 900

## Események, trendek
Hozzávetőleg 900-ban:

### Európa
- A kelták elkezdenek betörni a mai Nagy-Britannia és Franciaország területére
- Déloszt szent helyként tisztelik

### Ázsia
- A moábiták megalapítják független királyságukat

### Amerika
- A San Lorenzó-i olmék civilizáció vége